# توني غافني
توني غافني (بالإنجليزية: Tony Gaffney)‏ مواليد 14 نوفمبر 1984 في بوسطن، هو لاعب كرة سلة أمريكي. بدأ مسيرته الاحترافية في سنة 2009. يلعب مع ألبا برلين في الدوري الألماني لكرة السلة. يحمل الرقم 33. يبلغ طوله 6 قدم 9 بوصة (2.1 م). لعب كرة السلة الجامعية في جامعة ماساتشوستس في أمهيرست.

## المسيرة الاحترافية
لعب مع تورك تيليكوم في الدوري التركي في سنة 2010، ثم لعب مع تليكوم باسكتس بون في الدوري الألماني في موسم 2011–2012، ثم لعب مع جوفينتوت بادالونا في الدوري الإسباني في موسم 2012–2013، ثم لعب مع تليكوم باسكتس بون في الدوري الألماني في موسم 2013–2014، ثم لعب مع ألبا برلين في سنة 2016.

## روابط خارجية
- توني غافني على موقع الدوري الإسباني لكرة السلة (الإسبانية)
- توني غافني على موقع كرة السلة الأوروبية.كوم (الإنجليزية)
- توني غافني على موقع كلية كرة السلة في سبورتس رفرنس.كوم (الإنجليزية)
- توني غافني على موقع ريلجم (الإنجليزية)
- توني غافني على موقع بروبوليرز (الإنجليزية)
- توني غافني على موقع سبورتس رفرنس (الإنجليزية)
- توني غافني على موقع سبورتس رفرنس (الإنجليزية)